# 愛德華·拉米雷斯
愛德華·拉米雷斯（Edwar Ramirez，1981年3月28日—），生於多明尼加共和國。

## 職業生涯
2009年5月19日，拉米雷斯因為表現不理想，被降回小聯盟磨練。2010年2月28日，紐約洋基在和朴贊浩簽下合約必須空出40人名單，而將拉米雷斯給指定轉讓（designated for assignment）。3月9日，拉米雷斯被交易至德州遊騎兵，洋基獲得一筆現金。在3月24日被交易至奧克蘭運動家。

## 外部連結
- 球員資訊和成績在MLB，ESPN，Baseball-Reference，Fangraphs，The Baseball Cube（英文）
- Edwar Ramírez at Rotoworld.com